# Narko kartel
Narko kartel je kriminalna organizacija čiji je glavni cilj omogućavanje i kontroliranje operacija krijumčarenja droge. Može se raditi i o dogovorima između labavo povezanih krijumčara droge ili o formalnim organizacijama. Izraz je nastao kada su najveće organizacije koje su se bavile trgovinom i krijumčarenjem droge napravile sporazum kako bi uskladile proizvodnju i promet kokaina. Taj sporazum više nije na snazi tako da narko karteli u stvari više nisu karteli u pravom smislu riječi, ali je naziv opstao i danas se odnosi na bilo koju kriminalnu organizaciju koja se bavi trgovinom drogom.
Među državama u kojima operiraju značajni narko karteli' su Kolumbija, Brazil, Trinidad i Tobago, Jamajka, Dominikanska Republika, Meksiko, Afganistan, kao i države Južne Azije, i mnogi gradovi u Sjedinjenim Državama.

## Vanjske poveznice
- PBS. 2006. Frontline: Drug Wars.
- Worldpress.org. 2006. "Mexico: Drug Cartels a Growing Threat." Worldpress.org.